# Tattoo You
Tattoo You – szesnasty w Wielkiej Brytanii i osiemnasty w Stanach Zjednoczonych album grupy The Rolling Stones.
W 2003 album został sklasyfikowany na 211. miejscu listy 500 albumów wszech czasów magazynu Rolling Stone.

## Lista utworów
1. "Start Me Up" – 3:32
2. "Hang Fire" – 2:21
3. "Slave" – 6:33 (oryginalna wersja winylowa została skrócona do 4:51)
4. "Little T&A" – 3:23
5. "Black Limousine" (Mick Jagger/Keith Richards/Ron Wood) – 3:31
6. "Neighbours" – 3:31
7. "Worried About You" – 5:17
8. "Tops" – 3:45
9. "Heaven" – 4:22
10. "No Use in Crying" (Mick Jagger/Keith Richards/Ron Wood) – 3:25
11. "Waiting on a Friend" – 4:34

## Twórcy
- Mick Jagger – śpiew, śpiew towarzyszący, elektryczna gitara, harmonijka
- Keith Richards – elektryczna gitara, śpiew towarzyszący, śpiew, gitara basowa
- Mick Taylor – elektryczna gitara
- Charlie Watts – perkusja
- Ron Wood – elektryczna gitara, śpiew towarzyszący
- Bill Wyman – gitara basowa, elektryczna gitara, syntezator
- Nicky Hopkins – pianino, organy
- Wayne Perkins – elektryczna gitara
- Billy Preston – pianino, organy
- Sonny Rollins – saksofon
- Ian Stewart – pianino
- Pete Townshend – śpiew towarzyszący

## Listy przebojów

### Album
| Rok  | Lista                | Pozycja |
| ---- | -------------------- | ------- |
| 1981 | UK Top 100 Albums    | 2       |
| 1982 | UK Top 100 Albums    | 42      |
| 1981 | Billboard Pop Albums | 1       |
| 1982 | Billboard Pop Albums | 5       |

### Single
| Rok  | Single                | Lista                  | Pozycja |
| ---- | --------------------- | ---------------------- | ------- |
| 1981 | "Start Me Up"         | The Billboard Hot 100  | 2       |
| 1981 | "Start Me Up"         | Mainstream Rock Tracks | 1       |
| 1981 | "Start Me Up"         | UK Top 75 Singles      | 7       |
| 1981 | "Start Me Up"         | Club Play Singles      | 14      |
| 1981 | "Little T&A"          | Mainstream Rock Tracks | 5       |
| 1981 | "Hang Fire"           | Mainstream Rock Tracks | 2       |
| 1981 | "Waiting on a Friend" | Mainstream Rock Tracks | 8       |
| 1981 | "Waiting on a Friend" | UK Top 75 Singles      | 50      |
| 1982 | "Waiting on a Friend" | The Billboard Hot 100  | 13      |
| 1982 | "Hang Fire"           | The Billboard Hot 100  | 20      |